# Pedro Barbosa de Eça
Pedro Barbosa de Eça (? — Madrid, 10? de Maio de 1647) foi um prelado português do século XVII.

## Biografia
D. Frei Pedro Barbosa de Eça era filho do Dr. Pedro Barbosa de Luna, famoso jurisconsulto e Lente da Universidade de Coimbra, e de sua mulher D. Antónia de Melo e Vasconcelos ou de Vasconcelos e Brito, Senhora do Morgado de Serzedelo, de Alvarenga e do Morgado da Fonte Boa, e irmão do célebre Miguel de Vasconcelos e Brito e de Mariana de Luna.
Professou como Cavaleiro na Ordem de Avis e foi seu Prior-Mor e Cónego da Sé de Évora. A 24 de Maio de 1636 foi eleito 9.º Bispo de Leiria, na sucessão de D. Dinis de Melo e Castro, com quem teve conflitos.
A 3 de Dezembro de 1640 teve notícia da Revolução que eclodira em Lisboa e na qual seu irmão perdeu a vida. Restaurada a Independência em Leiria, pelo 7.º Marquês de Vila Real, D. Luís de Noronha e Meneses, retirou-se para Espanha, donde não regressou.
Alguns autores chamam-lhe Pedro Barbosa de Vasconcelos.